# Mohamed Mohumed
Mohamed Mohumed (Mönchengladbach, 24 marzo 1999) è un mezzofondista tedesco, campione europeo dei 5000 metri piani ai Campionati europei U23 di Tallinn nel 2021.

## Biografia
Figlio di genitori somali con cittadinanza olandese, nel 2021 Mohumed è diventato due volte campione di Germania sui 3000 metri piani indoor e sui 5000 m all'aperto, mentre il 10 luglio dello stesso anno ha conquistato il titolo di campione europeo U23 sui 5000 metri. Ai Giochi Olimpici di Tokyo è stato eliminato in semifinale.

## Record nazionali

### U20
- 10000 m piani (Corsa su strada): 29'58" ( Berlino, 14 ottobre 2018)[1][2]

## Progressione

### 1500 metri piani
| Stagione | Tempo   | Luogo          | Data      | Rank. Mond. |
| -------- | ------- | -------------- | --------- | ----------- |
| 2022     | 3'35"69 | Bydgoszcz      | 3-6-2022  |             |
| 2021     | 3'38"51 | Pfungstadt     | 29-5-2021 |             |
| 2020     | 3'38"83 | Sonsbeck       | 19-7-2020 |             |
| 2019     | 3'44"79 | Heusden-Zolder | 20-7-2019 |             |
| 2018     | 3'46"50 | Pfungstadt     | 9-6-2018  |             |
| 2017     | 3'49"29 | Ratisbona      | 11-6-2017 |             |
| 2016     | 3'48"99 | Ratisbona      | 4-6-2016  |             |

### 5000 metri piani
| Stagione | Tempo    | Luogo               | Data      | Rank. Mond. |
| -------- | -------- | ------------------- | --------- | ----------- |
| 2022     | 13'03"18 | San Juan Capistrano | 6-5-2022  |             |
| 2021     | 13'17"04 | Lucerna             | 29-6-2021 |             |
| 2020     | 13'23"71 | Heusden-Zolder      | 6-9-2020  |             |
| 2019     | 13'54"35 | Oordegem            | 25-5-2019 |             |
| 2018     | 14'09"09 | Oordegem            | 26-5-2018 |             |

### 3000 metri indoor
| Stagione | Tempo   | Luogo     | Data      | Rank. Mond. |
| -------- | ------- | --------- | --------- | ----------- |
| 2022     | 7'41"35 | Karlsruhe | 28-1-2022 |             |

## Palmarès
| Anno | Manifestazione        | Sede    | Evento                | Risultato  | Prestazione    | Note        |
| ---- | --------------------- | ------- | --------------------- | ---------- | -------------- | ----------- |
| 2016 | Europei U18           | Tbilisi | 3000 m piani          | 4º         | 8'23"14        | [ 3 ]       |
| 2017 | Europei Cross Country | Šamorín | Cross Country U20 Men | 35º        | 19'29"         | [ 4 ]       |
| 2018 | Mondiali U20          | Tampere | 5000 m piani          | 13º        | 14'30"81       | [ 5 ] [ 6 ] |
| 2018 | Europei Cross Country | Tilburg | Individuale U20       | 6º         | 18'27"         |             |
| 2018 | Europei Cross Country | Tilburg | Squadra U20           | Bronzo     | 6+9+23=38 p.   |             |
| 2019 | Europei Cross Country | Lisbona | Individuale U23       | 16º        |                |             |
| 2019 | Europei Cross Country | Lisbona | Squadra U23           | Bronzo     | 14+15+16=45 p. |             |
| 2019 | Europei U23           | Gävle   | 5000 m piani          | 9º         | 14'27"36       |             |
| 2019 | Europei U23           | Gävle   | 10000 m piani         | 11º        | 29'04"21       |             |
| 2021 | Europei U23           | Tallinn | 5000 m piani          | Oro        | 13'38"69       |             |
| 2021 | Giochi olimpici       | Tokyo   | 5000 m piani          | Semifinale | 13'50"46       |             |
| 2022 | Europei               | Monaco  | 1500 m piani          | Batteria   | 3'45"53        |             |

## Campionati nazionali
2016
- Oro ai campionati tedeschi Under-18, 3000 m

2018
- Argento ai campionati tedeschi Under-20, 5000 m
- Oro ai campionati tedeschi Under-20 indoor ( Halle [Saale]), 3000 m - 8'27"53[7]

2019
- 6º ai campionati tedeschi indoor, 3000 m -  8'04"44
- Bronzo ai campionati tedeschi Under-23 ( Lipsia), 5000 m
- 4º ai campionati tedeschi Under-23 ( Lipsia), 10000 m

2020
- Oro ai campionati tedeschi, 5000 m
- 4º ai campionati tedeschi indoor, 3000 m - 7'59"14

2021
- Oro ai campionati tedeschi, 5000 m
- Oro ai campionati tedeschi indoor, 3000 m

2022
- Oro ai campionati tedeschi, 5000 m - 13'43"16
- Bronzo ai campionati tedeschi, 1500 m - 3'45"20
- Argento ai campionati tedeschi indoor, 1500 m - 3'52"34
- 8º ai campionati tedeschi di corsa campestre - 30'46"

## Altre competizioni internazionali
2023
- 7º al Meeting de Paris ( Parigi), 2 miglia - 8'27"88